# シロウマタンポポ
シロウマタンポポ（白馬蒲公英、学名 Taraxacum alpicola var. shiroumense）はキク科タンポポ属の高山植物。
北アルプスの白馬岳、南アルプスの荒川岳・赤石岳に分布。高山帯の草地、岩場に生育する多年生植物。ミヤマタンポポの変種で、ミヤマタンポポより葉の切れ込みが深く、総苞外片の先端に小角突起がある点で区別ができる。花期は7～8月。